# Ahmed Ammi
Ahmed Ammi (Temsamani, 19 gennaio 1981) è un ex calciatore marocchino, di ruolo difensore.

## Carriera
Nato a Temsamani, si trasferisce in giovane età nei Paesi Bassi. Qui inizia a giocare nel SV Blerick per poi essere selezionato dal VVV-Venlo. Nel 2001 fa il suo debutto ufficiale. Nel 2007, dopo 178 presenze e 3 gol, firma un triennale con il NAC Breda. Dopo 24 presenze e 2 gol, nel 2008 passa all'ADO Den Haag  con il suo allenatore André Wetzel, firmando un triennale.
Il 31 agosto 2012 torna in prestito al VVV-Venlo. Qui, a causa di un infortunio, gioca solo le ultime 7 partite di campionato più i playout.
A fine stagione, dopo la retrocessione del club, rimane svincolato.